# Olympus E-620
Olympus E-620 є 12.3 Мегапіксельна однооб'єктивна дзеркальна камера з сенсоро Live MOS на базі об'єктивів стандарту Four-Thirds від компанії Olympus,вихід анонсовано у 24 лютому 2009 р. Найменша та найлегша у світі DSLR фотокамера із вбудованим стабілізатором зображення (станом на 2009 рік). В Olympus E-620 можна обирати пропорції кадру — 4:3 (стандарт), 6:6 (середній формат) або 16:9 (кінематографічний).
Камера виходила на ринок у наступних комплектаціях:
- Тільки корпус (без об'єктивів)
- Kit, який включав корпус та стандартний об'єктив ZUIKO DIGITAL ED 14-42 мм 1:3.5-5.6
- Double Zoom Kit, що включав комплектацію kit, та додатково об'єктив ZUIKO DIGITAL 40-150 мм 1:3.5-4.5
- Об'єктив 25 мм «Млинець» Kit, який включав корпус та об'єктив ZUIKO DIGITAL 25 мм 1:2.8 (Млинець)

## Особливості
Одна з головних переваг Olympus E-620- нова високошвидкісна система автофокусування із 7 датчиками, п'ять із яких хрестоподібні. Ця технологія була розроблена Olympus для професійної моделі E-3.Крім того, дана технологія автофокусу підтримує Ультразвуковий Хвильових Привід (SWD), який встановлений у деяких об'єктивах. E-620 містить вдосконалений графічний процесор TruePic III+.
Художні фільтри:
- Зерниста плівка — фільтр імітує зернисту, висококонтрастну чорно-білу плівку. Дозволяє створювати надзвичайні знімки з драматичною атмосферою.
- Поп арт — створення яскравих, перенасичених кольорів, що характерні для напрямку поп арт.
- М'який фокус — створює відчуття, що знімок створений у легкому серпанку туману, що надає фотографії атмосферу загадковості.
- Пінхол — зменшує яскравість по краям кадру, акцентуючи увагу на центральну частину композиції.
- Світла тональність — створення ніжного чуттєвого знімку. Перехід між тінями та світлими областями пом'якшується, створюючи особливу атмосферу.
- Бліді кольори — створює відчуття, що передній план залито світлом. Такий ефект використовують у кіно для того, щоб відобразити ефект дежа в'ю.

## Нагороди
- Olympus E-620 нагороджена Highly Recommended

Dpreview відзначила нагородою Highly Recommended продукцію Olympus. Нагородою удостоєна дзеркальна фотокамера E-620. Журі відмітило: «відмінне поєднання сучасних технологій за привабливу ціну». Журі також звернуло увагу на високу якість знімку, швидку роботу та динамічний ряд (ISO 200 і вище), а також функцію бездротового управління спалахами. Olympus E-620 сумісна з будь-якими аксесуарами та об'єктивами E-System.
- Нагорода TIPA «Найкраща цифрова дзеркальна фотокамера для початківців» 2009

Вражені її компактністю та простотою управління, журі TIPA прокоментували свій вибір щодо Olympus E-620 — найменшої у світі цифрової дзеркальної фотокамери з вбудованим стабілізатором зображення: «Ця легка 4/3 цифрова дзеркальна фотокамера в своєму арсеналі має ряд технологій для задоволення творчих ідей фотографів, які починають свій шлях у фотографії». Зупинив свій вибір на Olympus E-620 як «Найкраща цифрова дзеркальна фотокамера для початківців» 2009, журі відмітило «окрім високого значення ISO 3200 та 12.3 мегапіксельного сенсору Live MOS, ми були приємно вражені також набором інших технологій, наприклад, 7 точкова система автофокусу, ряд художніх фільтрів та поворотний РК-монітор, який дозволяє використовувати режим Live View під будь-яким кутом». З новою E-620 Olympus начебто досягає успіху у своїй місії: забезпечити досконалі цифрові фото технології для кожного.

## Галерея

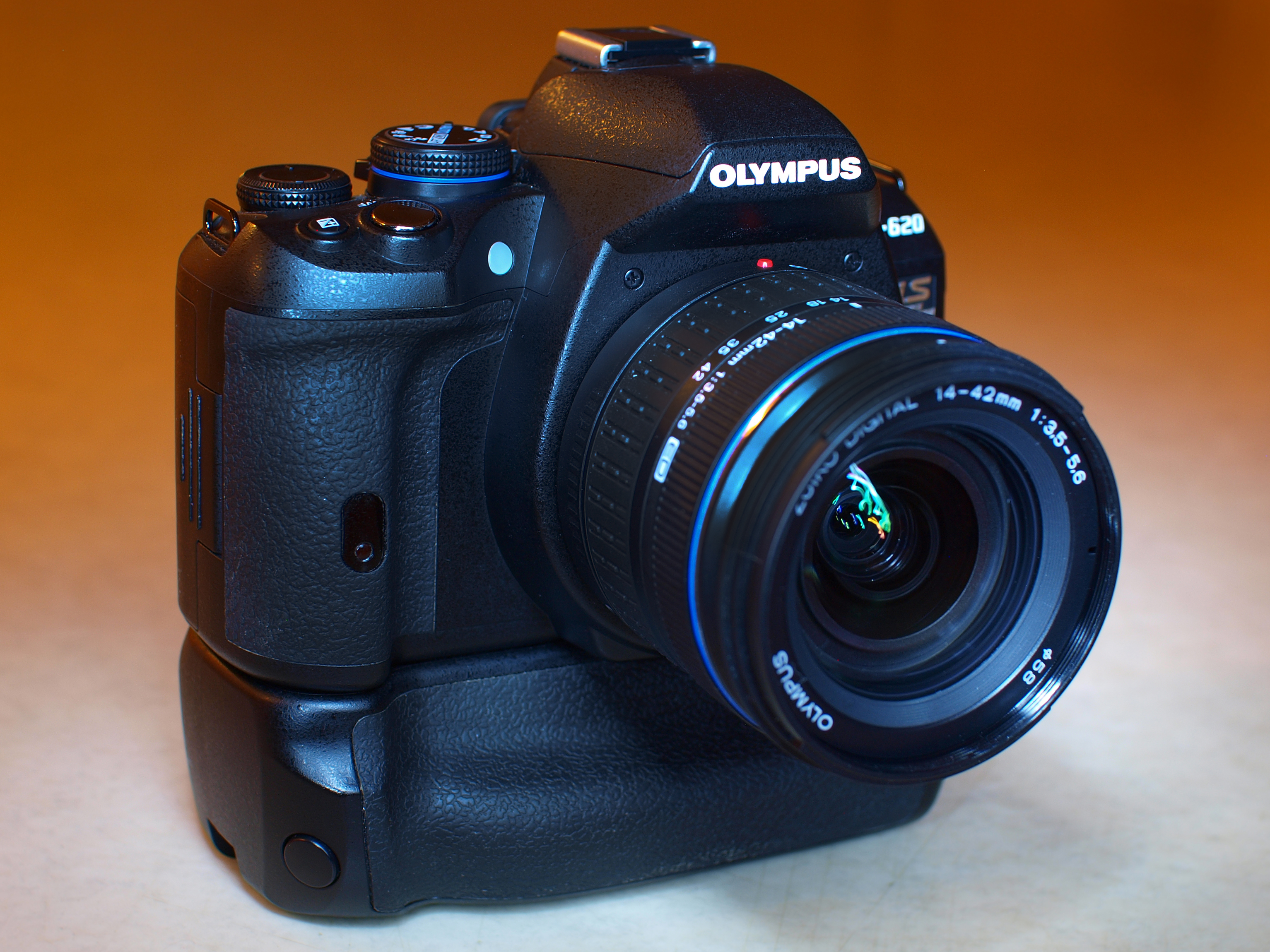
Додатковий батарейний блок HLD-5.
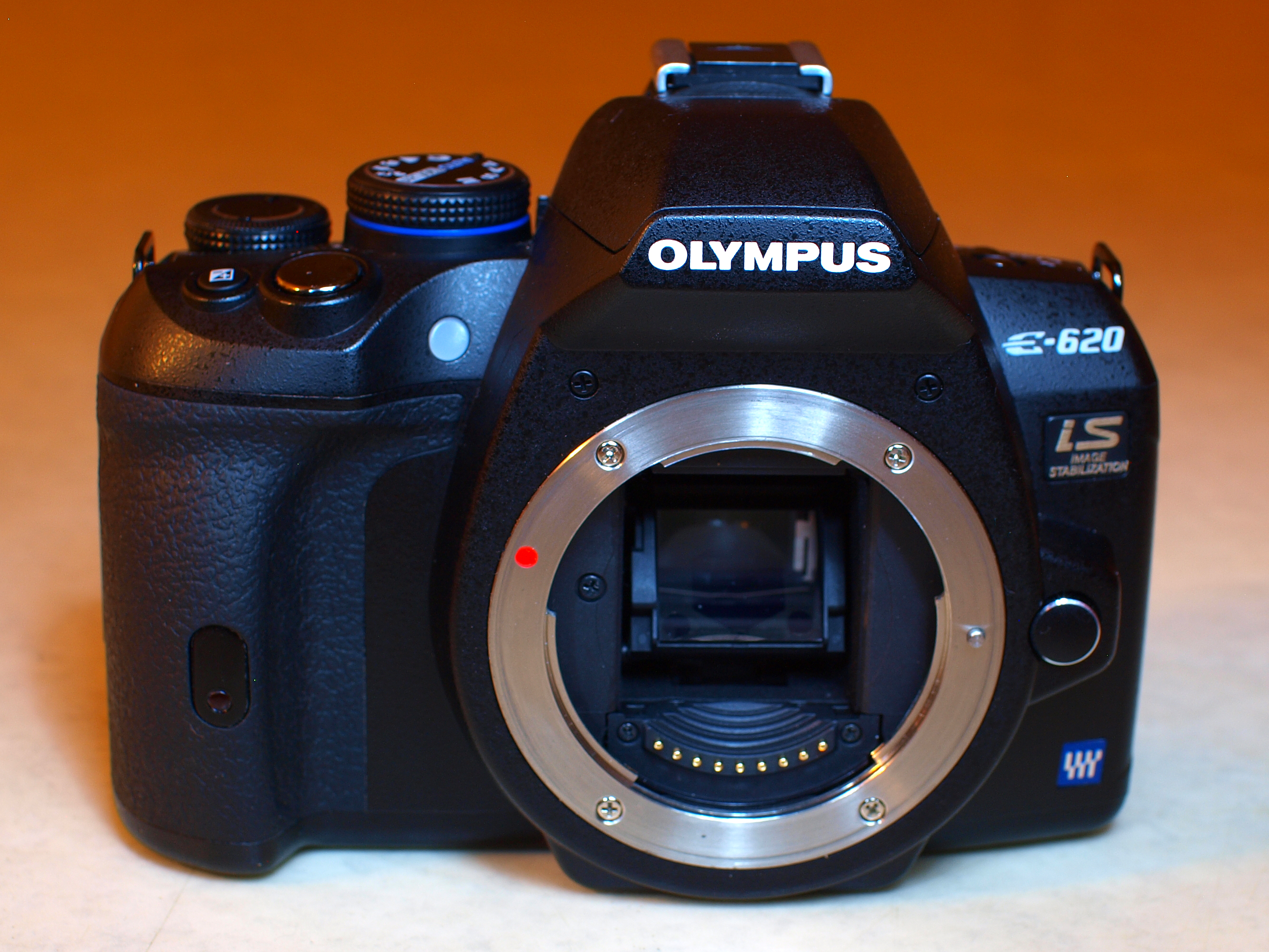
Корпус  фотоапарата без об'єктива (Body).
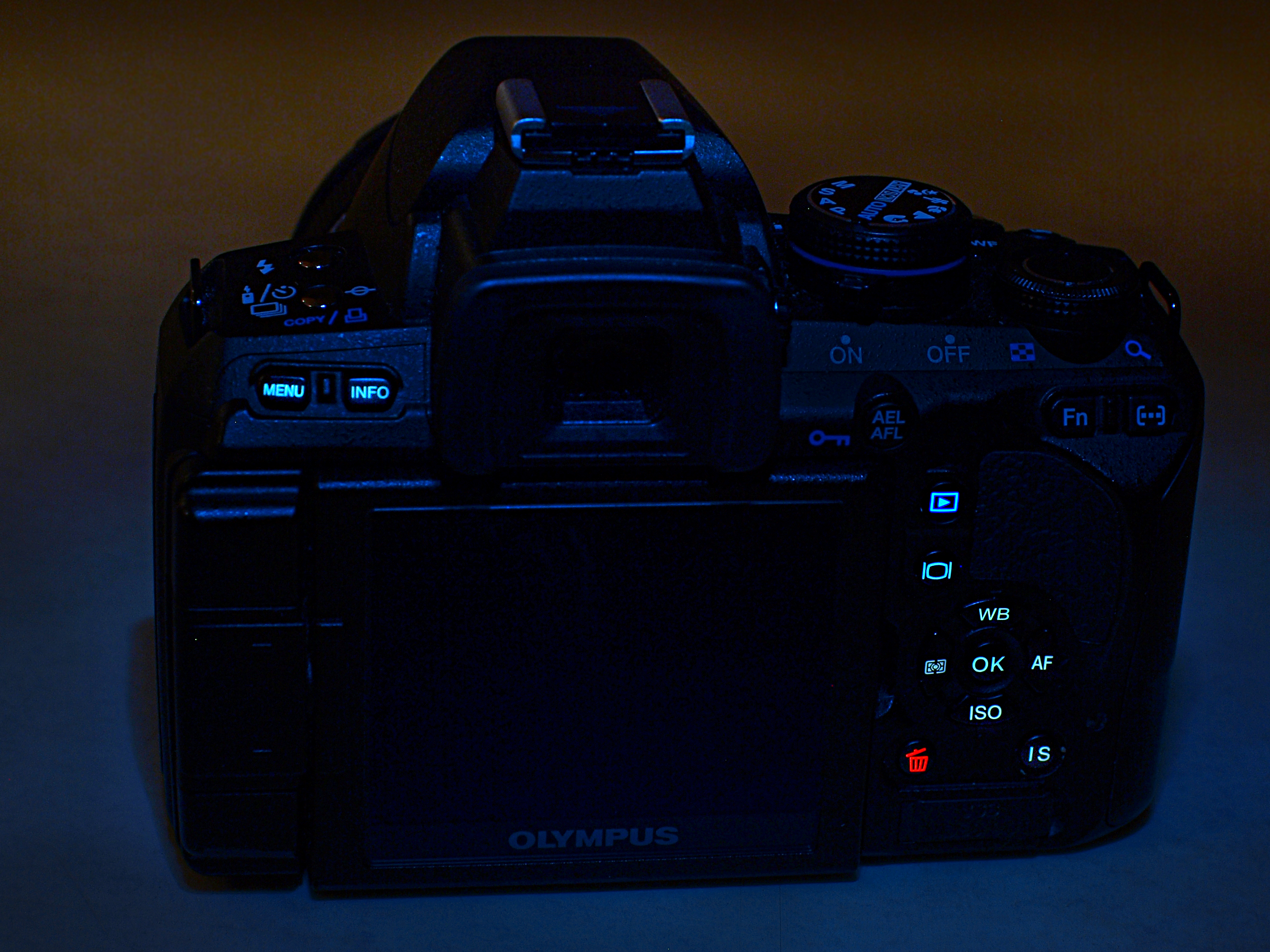
Підсвічування кнопок.
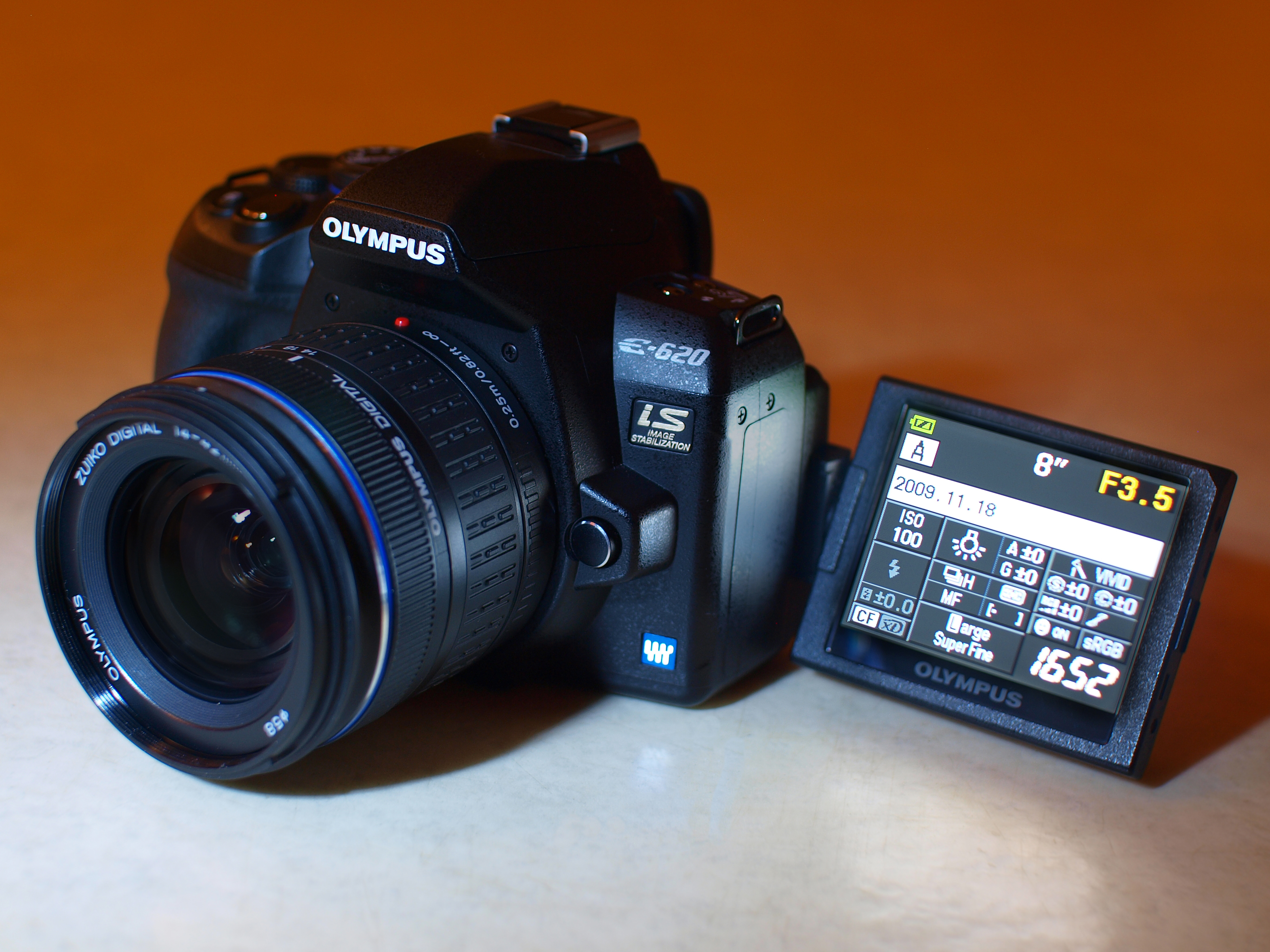
LCD-екран розгорнуто.